# Aldo Leao Ramírez
Aldo Leao Ramírez Sierra (ur. 18 kwietnia 1981 w Santa Marta) – kolumbijski piłkarz z obywatelstwem meksykańskim występujący na pozycji środkowego pomocnika, obecnie zawodnik meksykańskiego Cruz Azul.

## Kariera klubowa
Ramírez jest wychowankiem zespołu Independiente Santa Fe z siedzibą w stołecznej Bogocie, do którego seniorskiego składu został włączony jako osiemnastolatek. W Copa Mustang zadebiutował 26 września 1999 w przegranym 1:2 spotkaniu z Envigado i mimo młodego wieku szybko wywalczył sobie pewne miejsce w wyjściowym składzie. Jeszcze w tym samym roku dotarł ze swoją drużyną do finału międzynarodowych rozgrywek Copa Merconorte, natomiast premierowego gola w najwyższej klasie rozgrywkowej strzelił 14 maja 2000 w wygranej 4:3 konfrontacji z Deportivo Cali. Przez kolejne kilka lat pełnił rolę kluczowego zawodnika drugiej linii i za sprawą udanych występów był uznawany za jednego z najlepszych pomocników ligi kolumbijskiej. W wiosennym sezonie Apertura 2005 zdobył z Santa Fe tytuł wicemistrza kraju, a ogółem barwy tego klubu reprezentował przez sześć lat, rozgrywając 192 ligowe spotkania, w których zdobył 22 bramki.
Latem 2005 Ramírez przeszedł do jednego z największych klubów w Kolumbii i ówczesnego mistrza kraju – zespołu Atlético Nacional z miasta Medellín. Tam od razu został podstawowym rozgrywającym drużyny i podczas rozgrywek Apertura 2007 zdobył z nią swoje premierowe mistrzostwo Kolumbii. Sukces ten powtórzył również pół roku później, w jesiennym sezonie Clausura 2007. Bezpośrednio po tym osiągnięciu wyjechał do Meksyku, przenosząc się do tamtejszej ekipy Monarcas Morelia. W meksykańskiej Primera División zadebiutował 18 stycznia 2008 w wygranym 1:0 spotkaniu z Veracruz, zaś pierwsze bramki w nowym zespole strzelił już osiem dni później w wygranej 3:2 ligowej konfrontacji z Pachucą, dwukrotnie wpisując się na listę strzelców. Mimo pewnego miejsca w wyjściowej jedenastce już po roku zdecydował się na powrót do ojczyzny, na zasadzie półrocznego wypożyczenia ponownie zostając zawodnikiem Atlético Nacional. Tam nie potrafił jednak nawiązać do sukcesów odnoszonych podczas pierwszego pobytu w tej ekipie i tym razem zajął z nią dopiero przedostatnie, siedemnaste miejsce w lidze.
W lipcu 2009 Ramírez powrócił do Morelii, która odrzuciła ofertę przedłużenia jego wypożyczenia do Atlético Nacional. Od razu został jednym z najważniejszych piłkarzy zespołu i zapewnił sobie miano czołowego środkowego pomocnika w lidze meksykańskiej, a 2010 roku triumfując z Morelią w rozgrywkach SuperLigi. On sam miał jednak niewielki wkład w to osiągnięcie, zmagając się w tamtym czasie z problemami zdrowotnymi. W wiosennym sezonie Clausura 2011 był już natomiast kluczowym zawodnikiem swojej ekipy, zdobywając z nią wówczas tytuł wicemistrza kraju, zaś podczas jesiennych rozgrywek Apertura 2013 wywalczył z Morelią krajowy puchar – Copa MX. Bezpośrednio po tym sukcesie został mianowany przez szkoleniowca Carlosa Bustosa nowym kapitanem zespołu, po odejściu dotychczasowego lidera drużyny, Federico Vilara. Ogółem zawodnikiem Morelii pozostawał przez sześć lat, rozgrywając w jej barwach 196 ligowych meczów, w których dwunastokrotnie wpisywał się na listę strzelców.
Latem 2014 Ramírez przeszedł do zespołu Club Atlas z siedzibą w Guadalajarze, w ramach współpracy pomiędzy tą drużyną i Morelią (posiadającymi wspólnego właściciela – Grupo Salinas). Tam od razu został podstawowym graczem ekipy, w międzyczasie otrzymując meksykańskie obywatelstwo, w wyniku wieloletniego zamieszkiwania w tym kraju. W styczniu 2016 został ściągnięty na wypożyczenie przez Tomása Boya – swojego byłego trenera z Morelii i Atlasu – do prowadzonej przez niego drużyny Cruz Azul ze stołecznego miasta Meksyk.
| Sezon     | Klub                   | Kraj     | Rozgrywki   | Mecze | Bramki |
| --------- | ---------------------- | -------- | ----------- | ----- | ------ |
| 1999      | Independiente Santa Fe | Kolumbia | Liga Águila | 4     | 0      |
| 2000      | Independiente Santa Fe | Kolumbia | Liga Águila | 36    | 3      |
| 2001      | Independiente Santa Fe | Kolumbia | Liga Águila | 35    | 3      |
| 2002      | Independiente Santa Fe | Kolumbia | Liga Águila | 39    | 7      |
| 2003      | Independiente Santa Fe | Kolumbia | Liga Águila | 21    | 1      |
| 2004      | Independiente Santa Fe | Kolumbia | Liga Águila | 33    | 8      |
| 2005      | Independiente Santa Fe | Kolumbia | Liga Águila | 24    | 0      |
| 2005      | Atlético Nacional      | Kolumbia | Liga Águila | 11    | 1      |
| 2006      | Atlético Nacional      | Kolumbia | Liga Águila | 21    | 1      |
| 2007      | Atlético Nacional      | Kolumbia | Liga Águila | 46    | 9      |
| 2007/2008 | Monarcas Morelia       | Meksyk   | Liga MX     | 16    | 2      |
| 2008/2009 | Monarcas Morelia       | Meksyk   | Liga MX     | 14    | 1      |
| 2009      | Atlético Nacional      | Kolumbia | Liga Águila | 15    | 1      |
| 2009/2010 | Monarcas Morelia       | Meksyk   | Liga MX     | 35    | 2      |
| 2010/2011 | Monarcas Morelia       | Meksyk   | Liga MX     | 26    | 1      |
| 2011/2012 | Monarcas Morelia       | Meksyk   | Liga MX     | 38    | 0      |
| 2012/2013 | Monarcas Morelia       | Meksyk   | Liga MX     | 34    | 0      |
| 2013/2014 | Monarcas Morelia       | Meksyk   | Liga MX     | 33    | 6      |
| 2014/2015 | Club Atlas             | Meksyk   | Liga MX     | 36    | 1      |
| 2015/2016 | Club Atlas             | Meksyk   | Liga MX     | 16    | 1      |
| 2015/2016 | Cruz Azul              | Meksyk   | Liga MX     | 16    | 1      |
| 2016/2017 | Cruz Azul              | Meksyk   | Liga MX     |       |        |

## Kariera reprezentacyjna
W 2001 roku Ramírez został powołany przez Alfredo Araújo do reprezentacji Kolumbii U-20 na Mistrzostwa Ameryki Południowej U-20. Na ekwadorskich boiskach pełnił rolę podstawowego zawodnika swojej drużyny – rozegrał osiem z dziewięciu możliwych spotkań (sześć w wyjściowym składzie), zaś Kolumbijczycy podczas pierwszej rundy zanotowali dwa zwycięstwa i dwa remisy, zajmując trzecie miejsce w tabeli i awansowali do rundy finałowej. Tam jednak spisali się gorzej; po zanotowaniu zwycięstwa, remisu i aż trzech porażek zajęli ostatnią lokatę i nie zdołali zakwalifikować się na Mistrzostwa Świata U-20 w Argentynie.
W seniorskiej reprezentacji Kolumbii Ramírez zadebiutował za kadencji selekcjonera Francisco Maturany, 20 listopada 2002 w przegranym 0:1 meczu towarzyskim z Hondurasem. Premierowego gola w kadrze narodowej strzelił natomiast 31 maja 2005 w przegranym 2:3 sparingu z Anglią. W tym samym roku został powołany przez szkoleniowca Reinaldo Ruedę na Złoty Puchar CONCACAF, gdzie pełnił rolę rezerwowego gracza drużyny, rozgrywając trzy z pięciu spotkań (z czego tylko jedno w wyjściowym składzie), zaś jego zespół odpadł ostatecznie z turnieju w półfinale, ulegając w nim Panamie (2:3). Trzykrotnie pojawiał się również na boiskach podczas eliminacji do Mistrzostw Świata 2010, na które Kolumbijczycy nie zdołali się jednak zakwalifikować. Jednym z ważniejszych zawodników drużyny narodowej został dopiero po objęciu stanowiska selekcjonera przez argentyńskiego trenera José Pekermana. Pod jego kierownictwem wystąpił w dziewięciu spotkaniach w ramach eliminacji do Mistrzostw Świata 2014, poprzez które jego kadra po raz pierwszy od szesnastu lat zakwalifikowała się na mundial. W 2014 znalazł się w ogłoszonym przez Pekermana składzie kolumbijskiej reprezentacji na Mistrzostwa Świata w Brazylii, jednak niecały tydzień przed rozpoczęciem turnieju doznał kontuzji, która wyeliminowała go z rozgrywek światowego czempionatu, a jego miejsce zajął Carlos Carbonero.